# Communauté de communes du Sarladais
La communauté de communes du Sarladais est une ancienne communauté de communes française, située dans le département de la Dordogne et la région Aquitaine.

## Histoire
Elle a été créée le 29 décembre 1999 pour une prise d'effet au 1er janvier 2000 avec les seules communes de Sarlat-la-Canéda et Tamniès.
Le 19 décembre 2002, adhésion de cinq autres communes.
Au 31 décembre 2010, elle fusionne avec la communauté de communes du Périgord noir. La nouvelle intercommunalité conserve temporairement le nom de communauté de communes du Périgord noir, avant de devenir la communauté de communes Sarlat-Périgord noir le 17 mai 2011.

## Composition
Elle regroupait sept des douze communes du canton de Sarlat-la-Canéda :
1. Marcillac-Saint-Quentin
2. Marquay
3. Proissans
4. Sainte-Nathalène
5. Saint-Vincent-le-Paluel
6. Sarlat-la-Canéda
7. Tamniès

## Administration
| Période      | Période       | Identité                | Étiquette    | Qualité                   |
| ------------ | ------------- | ----------------------- | ------------ | ------------------------- |
| janvier 2000 | décembre 2010 | Jean-Jacques de Peretti | RPR puis UMP | Maire de Sarlat-la-Canéda |

## Compétences
- Action sociale
- Aménagement rural
- Assainissement collectif
- Constitution de réserves foncières
- Environnement
- Politique du cadre de vie
- Préfiguration et fonctionnement des Pays
- Programme local de l'habitat
- Schéma de secteur
- Tourisme
- Voirie
- Zones d'activités industrielle, commerciale, tertiaire, artisanale ou touristique
- Zones d'activités portuaire ou aéroportuaire
- Zones d'aménagement concerté (ZAC)

## Sources
- le splaf - (Site sur la Population et les Limites Administratives de la France)
- La base ASPIC de la Dordogne - (Accès des Services Publics aux Informations sur les Collectivités)